# Brouk Pytlík

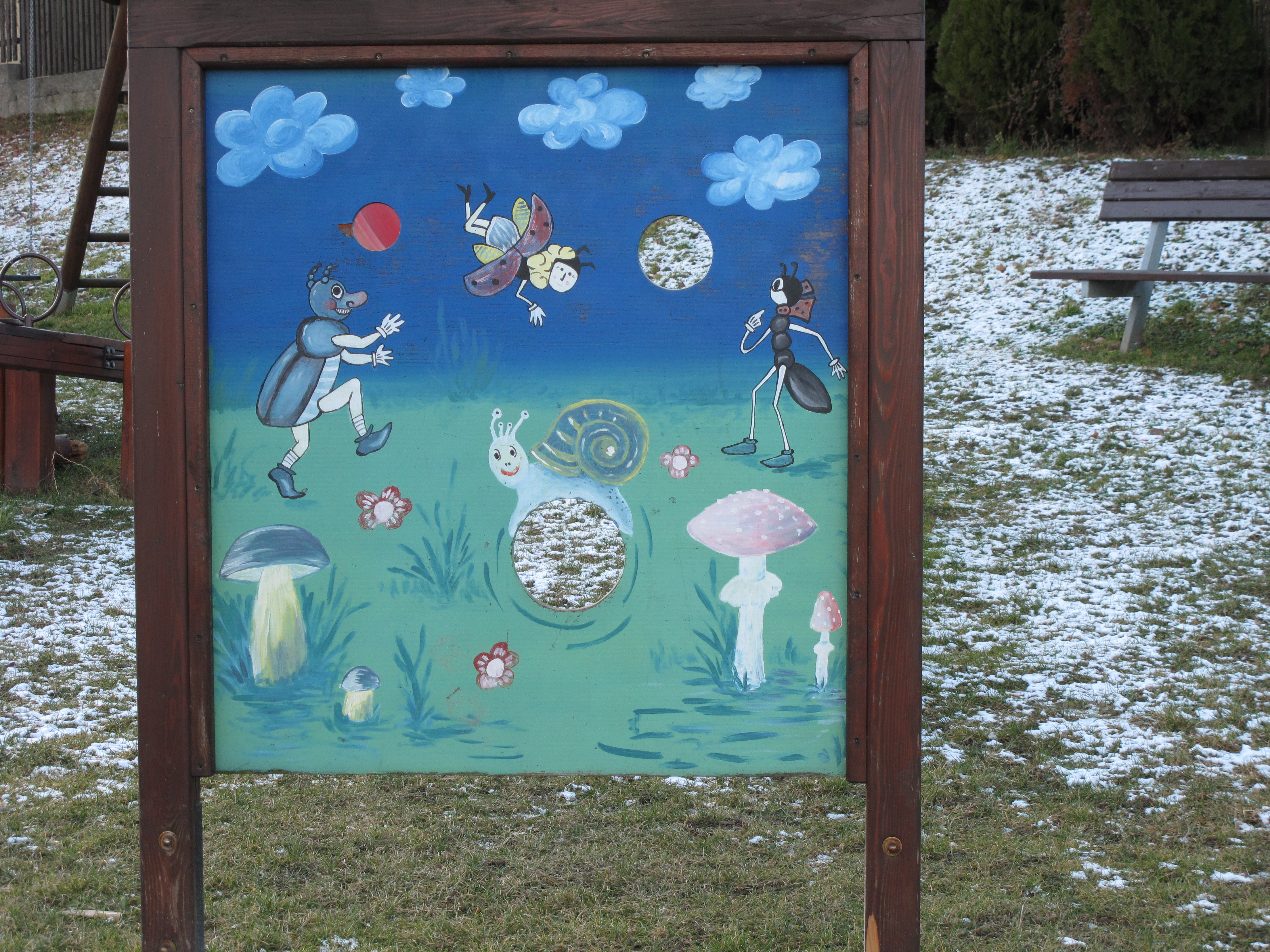
Brouk Pytlík (vlevo uprostřed) na malbě inspirované Sekorovými knihami (dětské hřiště v Libovicích, okres Kladno)

Brouk Pytlík je literární postava z dětských knih Ondřeje Sekory. V knížce Ferda Mravenec je Pytlík všehoznalým chvástalem, který se chlubí svými širokými znalostmi získanými sledováním filmů v období, kdy byl larvou zakuklenou v trámu v hledišti biografu. V praxi však obvykle selhává, neboť je to zbrklý popleta, který si neuvědomuje, že film není skutečnost. V pozdějších samostatných knihách o brouku Pytlíkovi jeho záporné vlastnosti postupně ustupují do pozadí a Pytlík je líčen spíše jako dobrosrdečná, aktivní a tvůrčí broučí osobnost, podobná samotnému Ferdovi, často ale pronásledovaná smůlou a nepřejícími nepřáteli a nakonec zavržená nevděčným živočišstvem.
Přeneseně označení Brouk Pytlík vešlo do běžného jazyka v hanlivém významu pro osoby, které se odvažují mluvit do příliš mnoha oborů, zejména pokud jim příliš nerozumí a jsou přistiženy při povrchnosti či nepřesnostech.
Z knih vyplývá, že Pytlík je dřevokazný létavý brouk, nicméně asi jako jediná postava ze Sekorových „hmyzích“ knížek nemá konkrétní předobraz a jako živočišný druh je smyšlený. Podle autorových ilustrací jde o statného brouka okrové barvy, stejně jako další hlavní postavy antropomorfního (má dvě ruce, dvě nohy, obličej apod.). Jeho typickým rysem jsou tykadla připomínající rohlíčky, a na některých vyobrazeních také záplata na krovce.
Postava se okrajově objevuje již v knize Ferda Mravenec z roku 1936. V ní je vyprávěn Pytlíkův larví počátek a tři příběhy jeho pomáhání Ferdovi, posledního z nich úspěšného. Kniha Trampoty brouka Pytlíka vyšla poprvé nákladem Josefa Hokra roku 1939. Trampoty končí tím, že Pytlík se omylem nechá pohřbít s uhynulým kanárkem, načež se později vyhrabe a uletí, přičemž je přihlížejícími dětmi považován za kanárkovu dušičku letící do nebe. V roce 1940 vyšel další díl, Malířské kousky brouka Pytlíka, v jehož závěru se Pytlíkovo dílo obrací proti němu a on před nevděčnou nenávistí hmyzu a dalšího drobného zvířectva prchá do neznáma a zatrpkle zanechává veškerých aktivit. Později, zřejmě od roku 1969, začaly oba díly vycházet v nakladatelství Albatros ve společné knize Brouk Pytlík. Kniha je doporučována dětem od 5 let. V roce 1947 se brouk Pytlík objevil ještě v knize Ferda cvičí mraveniště, jako Ferdův věrný přítel a schopný pomocník.
Knihy s broukem Pytlíkem a Ferdou Mravencem jsou nejen bajkami zobrazujícími meziosobní vztahy a společenské ideály své doby, ale také zábavným a dovedným úvodem do entomologie pro malé děti.

## Život a činnost brouka Pytlíka

### Pytlík vajíčkem a larvou
Jako vajíčko byl Pytlík snesen matkou do stromu, který následně dřevorubci pokáceli. Příslušná část dřeva byla zpracována v zábradlí balkónu kina Osvěta. Tam se Pytlík narodil a strávil své larvální stadium. Filmy sledoval velmi rád. Prvním sledovaným byl blíže neurčený Chaplinův. Po vylíhnutí vyletěl do polí a nedělal nic jiného, než že všem vykládal, co viděl v kině.

### Život s Ferdou
Poprvé se v knihami popsaném období Pytlík objevil, když se Ferda neúspěšně učil házet lasem, aby chyceným koníkem mohl oslnit Berušku. Pytlík mu nabídl své znalosti získané sledováním filmů o kovbojích. Přitom způsobil mnoho škod, způsobil si vážná zranění a byl šídlem za laso odnesen do velké dálky. Po návratu, ač o berli, stejně aktivně učil Ferdu na koni jezdit, čímž jej přivedl k pláči. První úspěšnou Pytlíkovou pomocí bylo, když Ferdovi sehnal dva kováříky jako řemeslné pomocníky k výstavbě zábavního parku pro děti ploštice Růměnice. Další den se šli Pytlík s Ferdou koupat a Ferda si nechal od Pytlíka vyprávět vše z filmů o potápění, plaveckých závodech a ponorkách. Nakonec se Pytlík nekoupal, protože voda byla studená. Tentýž den Beruška po drobném incidentu Ferdovi řekla, že už ho nemůže ani vidět a ať se klidí, a udala jej škvorům. Ferdovy a Pytlíkovy cesty se pak na nějakou dobu rozešly.
Ferdu Pytlík po celou dobu oslovoval, na rozdíl od Sekory, příjmením, „pane Mravenče“. Na své vzdělání i na svou spolupráci a kamarádství s Ferdou Mravencem byl Pytlík i později náležitě hrdý a ochotně se zapojoval do činnosti v jakémkoliv oboru i v dobách svého samostatného působení opět bez Ferdy.

### Hudební a sportovní pedagog
Jako kapelník b. Pytlík vedl broučky k hudební i pohybové aktivitě. Přeřadil broučka Toníčka, neúspěšného hráče na klarinet, ke hře na bubínek, kde byl velmi úspěšný. Celá kapela brouka Pytlíka ocenila: („Ach, to se to všem líbilo. Ten veliký brouk si uměl pěkně hrát!“) Pouze nažloutlá mandelinka mu vytýkala, že si, ač dospělý brouk, hraje jako malé dítě, a černý potemník prohlásil, že by se nemělo bůhvíjakým hastrošům dovolit dělat rámus. V konfrontaci s Potemníkem, kterou vyvolal, však Pytlík neuspěl, protože veřejné mínění se přiklonilo na Potemníkovu stranu, a byl donucen činnost ukončit a schovat se.
Pytlík s úspěchem vozil malé cvrčky na zádech a na vozíčku a zkombinoval to i s již dříve úspěšnou hudební činností. K vození na vozíčku přistupoval zodpovědně tím, že chtěl jízdu nejprve sám vyzkoušet a vybrat k tomu tahouny, kteří by nejezdili jako blázni. Tento výběr se mu nepovedl a zkouška byla neúspěšná. Tahouni brouci dřepčíci byli Pytlíkem za selhání kázeňsky potrestáni, avšak zároveň dostali vůz darem.
Snažil se také učit skákat malé kobylky poté, co shledal direktivní metodu staré kobylky jako neúčinnou. Přestože Pytlíkův omyl výuku zhatil, kobylka a její rodina projevili vděčnost.
Ke sportovní činnosti povzbuzoval a vedl i malé pavoučky, jimž se omylem chytil do pavučiny a kteří si ho původně chtěli nechat na hraní, protože byl legrační. Neopatrnou manipulací s nářadím poškodil pavoučí rodinu i síť a Zlatohlávka. Pavoučci byli Pytlíkovým působením velmi pobaveni.
V knize Ferda cvičí mraveniště Pytlík jako zapálený trenér, zapisovatel a funkcionář spolupracuje s Ferdou Mravencem na organizaci sportovního zápolení mezi dvěma mraveništi a na zlepšení fyzické kondice reprezentantů. Ač je Ferda titulním hrdinou, je v rámci děje spíše (méně komickým a méně užvaněným) Pytlíkovým stínem.

### Malíř a učitel kreslení
Poté, co Pytlík omylem poškodil křídelní kresbu líhnoucího se motýla, dostal za úkol škodu napravit. Nemaloval však abstraktní ornamenty, ale žertovné kresby, například slimáka, který se učil kouřit jako lokomotiva, protože chtěl předběhnout vlak. Motýlové byli nedodržením výtvarného stylu rozhořčeni a pomalovaný motýl se rozplakal, osm myšátek i s matkou myší však bylo velice nadšeno a pobaveno. Motýl s pomalovanými křídly se pak stal vyhledávaným společníkem do rodin s malými dětmi a dostával za své návštěvy mnoho dobrot.
Brouk Pytlík později vypomáhal i malováním světniček, nápisů na dům nebo ozdob na krovky. Velký úspěch měl s portrétem tesaříka, když jeho dlouhá tykadla (vousy) znázornil koňskými žíněmi přilepenými k obrázku. Nafoukanému broučku Chlupáčkovi dělal portrét podobným způsobem, jakým Andersenovi tkalci vyráběli císařovi nové šaty. Na rozdíl od nich však Chlupáčka nepodvedl, ale předvedl mu jako obraz živý odraz na vodní hladině. Chlupáček to sice za podvod považoval, nicméně sběh událostí způsobil, že přestal být nafoukaný a s broučky se spřátelil. Můře Stužkonosce Vrbové zhotovil Pytlík portrét tak, že namaloval kus vrbové kůry shodné s jejím ochranným zbarvením.
Inspirován touto událostí později broukům a dalšímu hmyzu na zakázku maloval ochranné zbarvení. Též zajíce namaloval jako hlávku zelí. Poté na živočichy maloval i žertovné kresby (žábu pomaloval jako peněženku, potápníky jako mince, šnekovi přimaloval druhé poschodí).
Na četné výzvy broučí veřejnosti brouk Pytlík založil s pomocí Chrobáka malířskou školu. Ve výuce uplatňoval originální metodu zábavných sankcí, když broučci museli po celou přestávku nosit tak těžké předměty, jaké byly nutné k pomyslnému zatížení a narovnání křivých čar, které nakreslili. Metoda měla rychlý úspěch a žáci ji po celou dobu vnímali s pobavením. Jiný den řekl broučkům, ať si neberou svačinu, a při výuce kresby kroužků je odměňoval potravinou, jíž se pokus o kroužek podobal.
Pytlík uspěl i ve výuce handicapovaných živočichů. Slimáka, jehož původně chtěl Chrobák vyhodit, protože nemá ruce, naučil Pytlík malovat břichem. Školník Chrobák i maminky broučků však obtížně snášeli z toho plynoucí nepříjemnosti a žádali Pytlíka, aby už nikdy ve škole žádného slimáka neučil. Brouk Pytlík jejich přání akceptoval.
Vyučoval i pomocí vycházek v přírodě a když darebačili, nechal je, ať se všichni vydovádějí.
Návštěvníci školní slavnosti Pytlíka oslavovali: „Sláva, náš Pytlík, to je největší malíř, nikdo neumí děti tak učit kreslit jako on!“

### Projektant a stavitel
Pytlík se účastnil již s Ferdou budování zábavního parku pro velký počet dětí paní ploštice. Zejména pro tuto stavbu sehnal jako řemeslné odborníky dva tesaříky. Byl to první popsaný Pytlíkův úspěch.
Poté, co v jiné knize při nehodě tesaříkům zboural stavbu domu pro paní tesaříkovou, mu bylo předáno vedení stavby. Tesaříci omylem využili pro stavbu neautorizovaný projekt, o němž se mylně domnívali, že jej vytvořil brouk Pytlík (ve skutečnosti byl výkres jen znečištěn), a tuto moderní a netradiční stavbu ke své spokojenosti realizovali. Pytlík jejich snahu nedocenil.
Pytlík se rozhodl postavit malým pavoučkům záchrannou síť k zábavám náhradou za tu, kterou nedopatřením zničil. Hodlal se stavební činnosti učit od starého pavouka a opomenul, že k tvorbě vláken není jeho organismus uzpůsoben. Způsobil si tím žaludeční nevolnost a následný pád.
Byl také pozván k pomoci na kopání hrobu pro kanárka, ale výzvu považoval za nemístnou, protože se domníval, že by kopal hrob sám sobě.

### Další Pytlíkovy aktivity
Včely si povšimly Pytlíkova talentu po otřepávání vody, když se třásl zimou, a zaměstnaly ho na kropení cestiček v úlu. Mezitím pracoval i jako oprašovač včel a měl problémy s drobnými krádežemi potravin, při nichž způsobil úlu velké problémy předčasným probuzením trubců.
Když se komáři pokoušeli uspat svou oběť, Pytlík se mylně domníval, že se ji snaží vzbudit, a v tom jim pomohl. Tento úmysl však později popřel z obavy, že se mu oběť bude mstít.
Po stížnosti brouka Toníčka na činnost strašidel Pytlík konstatoval: „Strašidla se tu nestrpí, to by tak hrálo.“ Několik jich zneškodnil. Rozhořčení broučci však Pytlíkovi vytkli, že šlo ve skutečnosti o mladé cvrčky, nikoliv o strašidla.

### Pytlíkovy konflikty
Pytlíkovy konflikty vznikaly jednak jeho velkou aktivitou, nešikovností a nezkušeností, ale někdy také ochranou broučků-dětí před tvory, kteří broučky nemají rádi. Tak vznikl jeho první velký konflikt s Potemníkem v Trampotách, kvůli němuž získal čtyři úhlavní nepřátele, ale podle podobného vzorce sešikoval své žáky i do boje proti slepici ve druhém dílu. Za sezobnutí několika broučků byla slepice Pytlíkovou lstí potrestána tak, že byla málem hospodyní zaříznuta. Od té doby dala broučkům pokoj. I ukvapený zásah proti cvrčkům byl motivován snahou pomoci Toníčkovi.
Mezi Pytlíkovy nepřátele a pronásledovatele v Trampotách patřili Potemník, Krtonožka, Chroust, a Splešťule blátivá. U prvních dvou mělo nepřátelství racionální důvody (Pytlíkovo rušení klidu), další dva se připojili spíše z obecné potřeby někoho pronásledovat.
V Malířských kouscích vyvolal Pytlík konflikty spíše svou tvořivostí. Konflikt vzniklý netradičním pomalováním motýla byl velmi rychle urovnán. Kvůli žertovným mimikrickým kresbám však biologové a sběratelé začali drobná zvířata pronásledovat a ta se rozhodla Pytlíka ztlouct. Proto uletěl pryč z kraje a zanevřel na malování, protože i brouci dovedou být nevděční a nakonec by mu ještě vyhubovali a třeba i natloukli. Vážné individuální nepřátele v této knize neměl, vždy se proti němu obrátila celá skupina někdejších příznivců (motýli, rodiče žáků, a na konci všichni).

### Osobní život
Kde brouk Pytlík bydlí, ještě v knize Ferda Mravenec Sekora nevěděl, a nevěděl to prý nikdo. Objevoval se podle potřeby. Nejpozději se založením Malířské školy se však usadil a byl běžně k nalezení, jeho řemeslnický život se pak značně podobal dřívějšímu řemeslnickému životu Ferdy.
Kromě dlouhodobého přátelství s Ferdou Mravencem udržoval v různých obdobích brouk Pytlík různé vztahy související s jeho činností (brouci tesaříci, žáci malířské školy, děti ploštice). Při „malování“ broučka Chlupáčka za účasti mnoha svědků vyzval k tanci můru Vřetenušku, jiné vztahy s ženami (hmyzími samicemi) popsány nejsou.

### Pytlíkovy konce
Na konci prvního dílu byl svými čtyřmi úhlavními nepřáteli zaživa pohřben, druhého dne se z hrobu však vyhrabal a ulétá do nebe. Svědkem jsou děti, jimiž byl považován za dušičku spolupohřbeného kanárka. Rodiče dětem neuvěřili.
Druhý díl končí tím, že brouk Pytlík uniká před hněvem nevděčného zvířectva, ztrácí se z veřejného povědomí a s hořkostí zanechal malování i pedagogické činnosti, svých velkých zálib i dovedností.

### Charakteristika brouka Pytlíka
Nešikovným vejtahou byl Pytlík zejména v knize Ferda Mravenec. Později, v samostatných knihách, se výrazným rysem Pytlikovy osobnosti stal dobrosrdečný, laskavý a vynalézavý kamarádský a pedagogický přístup zejména k dětem, tedy malým broučkům. Jeho nešikovnost jej staví do kontrastu především k neomylným a nadřazeným učitelům a dospělým, činí jej bližšího dětem, které jsou také často v pozici nešikovných a nezkušených začátečníků. Všestrannost a aktivitu Brouka Pytlíka a Ferdy Mravence zřejmě Sekora nezamýšlel s nějakou ironií, ale jako dobrý příklad pro čtenáře. Ostatně v obou postavách lze shledat množství autobiografických rysů.
V knížce Ferda Mravenec označuje Sekora Pytlíka za divného brouka, kterého každý znal, protože brouk Pytlík o všem něco věděl a o všem také hned dovedl vykládat. Při Pytlíkově pohřbu na konci Trampot světlušky zhodnotily Pytlíkovo životní působení takto: „Chudák, byl to kamarád Ferdy Mravence! Ale měl popletený život, a má proto také popletený konec! Však beztoho o takových hloupostech, jaké dělal, ani nevyjde žádná knížka!“ V knížce Malířské kousky brouka Pytlíka (2. kap.) Sekora o Pytlíkovi napsal, že byl správný a poctivý chlapec.

## Brouk Pytlík v kultuře a společnosti
Z hlediska rozhledu a všestrannosti brouk Pytlík zaujímá podobnou pozici jako v jiném žánru Jára Cimrman [zdroj?]. Názor, že vědomosti brouka Pytlíka byly nespolehlivé a nesoustavné a v praktických otázkách vždy selhal, je nespravedlivý a jednostranně paušalizující[zdroj?]. Ostatně Ferda Mravenec také vykonával práce všeho druhu a Pytlík se na rozdíl od něj tolik nezkompromitoval spoluprací na politické propagandě, pro niž nebyl vhodným typem [zdroj?] (viz Sekorovy knihy O zlém brouku Bramborouku, 1950, a Ferda Mravenec ničí škůdce přírody, 1951).
Jméno Brouk Pytlík se často používá jako nadávka osobě, která se odvažuje mluvit do příliš mnoha oborů, zejména pokud je přistižena při povrchnosti či nepřesnostech (například politikovi,
o němž se má za to, že nepřiměřeně zasahuje do odborné činnosti podřízených osob či orgánů). Hudební skupina Kabát má písničku Brouk Pytlík, která začíná: „Všechno vím a všechno znám, povídá kdekdo…“
Jméno Brouk Pytlík si občas někdo zvolí i jako dobrosrdečné sebeironické označení, například jako nick autora všestranně zaměřeného blogu
nebo jako název odborné poradny zájmového sdružení. Označuje se tak osoba, která je sice renesančním typem co do šíře zájmů, avšak je si vědoma, že v hloubce znalostí na špičce není.
V roce 2009 slovenský kreslíř Martin Šútovec v reakci na plastiku Entropa použil vyobrazení pupkatého brouka Pytlíka v tričku s nápisem „EXPERT“, s půllitrem piva v ruce, s bílými ponožkami v sandálech a s igelitovou taškou s logem řetězce Lidl jako karikaturu typického Čecha.
Brouk Pytlík občas inspiruje i k hlubším etickým, filosofickým, sociologickým, uměnovědným či psychologickým úvahám, například ke kázání o pokoře ve vztahu k vědění. V sále Filozofické fakulty Univerzity Palackého v Olomouci se 11. prosince 2001 konala konference na téma Brouk Pytlík a akademická obec aneb když se ráno probudím, jsem nešťastný a musím myslet na Brouka Pytlíka. Třebaže šlo o recesistickou akci, měla i svou literárně-kritickou hodnotu a svědčí o inspirativnosti Sekorova díla. Tématy byl Pytlíkův pocit exilu na okraji mraveniště, brouk Pytlík jako vizionář výtvarné avantgardy, antropomorfizovaný vzorec chování brouka Pytlíka ve světle teorie vědeckého fekalismu, brouk Pytlík a syndrom falešného proroka (o odlišném diskurzu narativní fikce a lži) a motiv Lolity v Trampotách brouka Pytlíka (s přihlédnutím k entomologickým pracím V. Nabokova).
Brouk Pytlík je rovněž protagonistou úspěšné stejnojmenné opery Evžena Zámečníka z let 1981-82.